# Halblech
Halblech è un comune tedesco di 3 542 abitanti, situato nel land della Baviera.